# Dryopsophus eschatus
Espèce
Synonymes
- Litoria eschata Kraus & Allison, 2009

Dryopsophus eschatus est une espèce d'amphibiens de la famille des Pelodryadidae.

## Répartition
Cette espèce est endémique de l'archipel des Louisiades en Papouasie-Nouvelle-Guinée. Elle se rencontre dans les iles Rossel et Vanatinai.

## Description
Dryopsophus eschatus mesure de 36,2 à 42,3 mm pour les mâles et de 44,5 à 48,7 mm pour les femelles. Son dos est uniformément vert ; son ventre est jaune ; la face interne des membres brun-caramel.

## Étymologie
Son nom d'espèce, du grec eschata, « dernier », lui a été donné en référence à son aire de répartition, dans l'extrême sud-est de la Papouasie-Nouvelle-Guinée. 

## Publication originale
- Kraus & Allison, 2009 : New species of frogs from Papua New Guinea. Bishop Museum Occasional Papers, no 104, p. 1-36 (texte intégral).